# استیسی پرالتا
استیسی پرالتا (انگلیسی: Stacy Peralta؛ زادهٔ ۱۵ اکتبر ۱۹۵۷) کارگردان اهل ایالات متحده آمریکا است.
او در فیلم نابغه واقعی بازی کرده‌است.